# Jour de l'Unité allemande
Le jour de l’Unité allemande (en allemand : Tag der Deutschen Einheit) est la fête nationale allemande. Elle est célébrée depuis 1990 le 3 octobre, jour anniversaire de la réunification du pays, après quarante cinq ans de séparation entre Allemagne de l'Ouest (RFA) et Allemagne de l'Est (RDA), à la suite de la défaite du IIIe Reich en 1945.
Avant 1990, la fête nationale de la République fédérale était célébrée le 17 juin, et celle de la République démocratique allemande était le jour de la République, célébré le 7 octobre. Le jour de l'unité est très fêté en Allemagne.

## Histoire

### Allemagne de l’Ouest
De 1954 à 1990 appelé Tag der deutschen Einheit, était célébré le 17 juin à l’Ouest, en souvenir des émeutes de 1953 à l’Est. À partir de 1963, cette fête était appelée le Jour national de souvenir du peuple allemand (Nationaler Gedenktag des Deutschen Volkes), en application d’une proclamation du président fédéral.
Il y a peu d'autres fêtes en rapport avec ce jour.

### Allemagne de l’Est
La République démocratique allemande institua en 1950 deux fêtes nationales :
- le jour de la Libération du peuple allemand du fascisme hitlérien (Tag der Befreiung des deutschen Volkes vom Hitlerfaschismus), plus couramment appelé le jour de la Libération, célébré le 8 mai afin de commémorer la capitulation sans condition de la Wehrmacht en 1945 et la fin de la Seconde Guerre mondiale en Europe ;
- le jour de la République, célébré le 7 octobre pour commémorer la fondation de la République en 1949.

Le jour de la Libération ne fut plus férié à partir de 1967, par compensation avec l’introduction de la semaine de cinq jours.

### Allemagne réunifiée
Lors de la Réunification, la date du 9 novembre fut proposée comme nouvelle fête nationale en souvenir de la chute du mur de Berlin, mais elle fut rejetée car c’était également la date anniversaire de la Nuit de Cristal en 1938 et celle de la chute de l'Empire en 1918. Le 3 octobre, date de la réunification, fut finalement choisi dans l’article 2 du traité d’unification.
C’est en Allemagne le seul jour férié établi par le droit fédéral, tous les autres sont fixés par les droits régionaux.

### Débat de 2004
Le 3 novembre 2004, le chancelier fédéral Gerhard Schröder a proposé de retirer la fête nationale de la liste des jours fériés afin de créer un jour de travail supplémentaire, d’accroître la croissance économique et de célébrer l’unité le premier dimanche d’octobre. Cette proposition fut la cible de nombreuses critiques, en particulier de celles du président fédéral Horst Köhler et du président du Bundestag Wolfgang Thierse. Le projet fut abandonné après cette courte mais violente controverse.

## Célébration

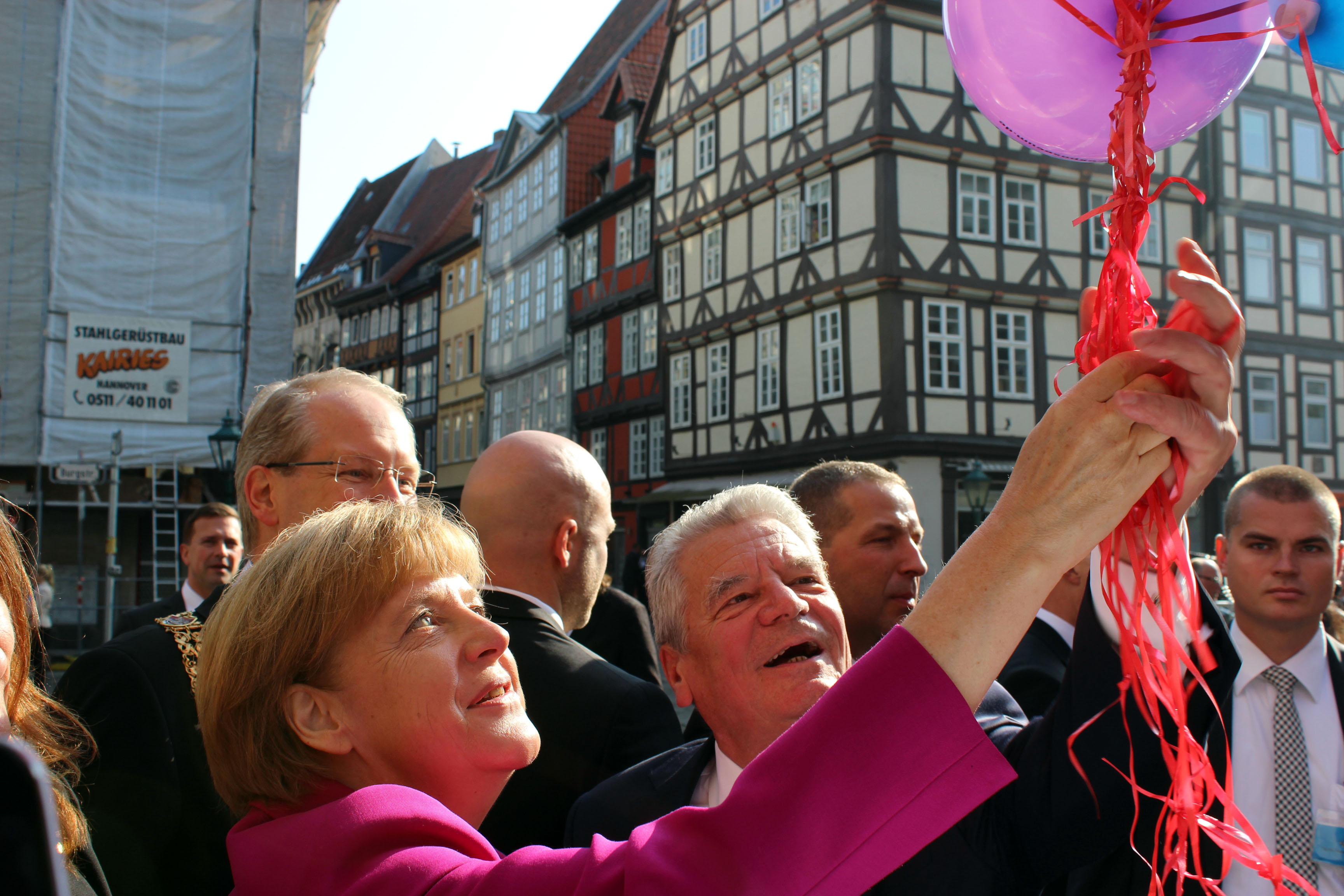
La chancelière Angela Merkel et le président fédéral Joachim Gauck lors de la fête de 2014.

La célébration officielle du jour de l’Unité allemande a lieu depuis 1990 dans le chef-lieu du Land qui assure la présidence du Bundesrat ; celle-ci tourne chaque année en application de l’accord de Königstein, conclu en 1950. En 2011, la célébration officielle en Rhénanie-du-Nord-Westphalie a exceptionnellement eu lieu à Bonn, l'ancienne capitale de la République fédérale. De même la célébration de 2015 a lieu à Francfort-sur-le-Main qui est la plus importante ville de la Hesse mais n'en est pas le chef-lieu.
Le jour de l’Unité allemande a été célébré :
| - en 1990 à Berlin ; - en 1991 à Hambourg ; - en 1992 à Schwerin (Mecklembourg-Poméranie-Occidentale) ; - en 1993 à Sarrebruck (Sarre) ; - en 1994 à Brême ; - en 1995 à Dusseldorf (Rhénanie-du-Nord-Westphalie) ; - en 1996 à Munich (Bavière) ; - en 1997 à Stuttgart (Bade-Wurtemberg) ; - en 1998 à Hanovre (Basse-Saxe) ; - en 1999 à Wiesbaden (Hesse) ; - en 2000 à Dresde (Saxe) ; - en 2001 à Mayence (Rhénanie-Palatinat) ; - en 2002 à Berlin ; - en 2003 à Magdebourg (Saxe-Anhalt) ; - en 2004 à Erfurt (Thuringe) ; - en 2005 à Potsdam (Brandebourg) ; - en 2006 à Kiel (Schleswig-Holstein) ; - en 2007 à Schwerin (Mecklembourg-Poméranie-Occidentale) ; - en 2008 à Hambourg ; - en 2009 à Sarrebruck (Sarre) ; - en 2010 à Brême ; - en 2011 à Bonn (Rhénanie-du-Nord-Westphalie) ; - en 2012 à Munich (Bavière) ; - en 2013 à Stuttgart (Bade-Wurtemberg) ; - en 2014 à Hanovre (Basse-Saxe); - en 2015 à Francfort-sur-le-Main (plus grande ville du Land de Hesse) ; - en 2016 à Dresde (Saxe) ; - en 2017 à Mayence (Rhénanie-Palatinat) ; - en 2018 à Berlin ; - en 2019 à Kiel (Schleswig-Holstein) ; - en 2020 à Potsdam (Brandebourg) ; - en 2021 à Halle-sur-Saale (Saxe-Anhalt) ; - en 2022 à Erfurt (Thuringe) ; - en 2023 à Hambourg ; - en 2024 à Schwerin ; |

Depuis quelques années, des célébrations, incluant par exemple des concerts, ont simultanément lieu à Berlin devant la porte de Brandebourg et sur la Straße des 17. Juni.
En 1997, la communauté musulmane a instauré un « jour de la Mosquée ouverte » (Tag der offenen Moschee), célébré le jour de la fête nationale[réf. souhaitée].